# Museu Arqueològic de Micenes
El museu arqueològic de Micenes és un museu de Grècia. Està ubicat a l'interior del recinte arqueològic de Micenes, a un edifici modern situat al peu del turó de l'acròpoli. L'edifici compta amb quatre sales d'exposició permanent, un laboratori, una biblioteca i diversos magatzems per al material de les excavacions arqueològiques.
L'edifici es va construir en dues fases; una primera entre el 1985 i el 1987 i una segona que es va estendre fins al 1997. Entre el 1999 i el 2002 es van portar als magatzems tots els objectes arqueològics que ara formen part de l'exposició permanent. Finalment va ser inaugurat el 2003 pel ministre de Cultura Evàngelos Venizelos.